# Выборы в Законодательное собрание Свердловской области (2021)
Выборы в Законодательное собрание Свердловской области VIII созыва прошли с 17 по 19 сентября 2021 года в единый день голосования, одновременно с выборами в Государственную думу РФ. Выборы прошли по параллельной избирательной системе: из 50 депутатов 25 были избраны по партийным спискам, другие 25 — по одномандатным округам.

## Предшествующие события

### Процесс подготовки к выборам
16 июня, в рамках заседания, ЗакСо назначает выборы на 19 сентября 2021 года в рамках единого дня голосования, однако делая особую ремарку о том, что выборы могут пройти в многодневном формате из-за пандемийных ограничений. Уже 21 июня, изберком Свердловской области утверждает календарный план мероприятий по подготовке и проведению выборов. Так, с 20 июня по 30 июля объявлется период выдвижения, а до 4 августа — период представления документов для регистрации кандидатов и списков, после чего, начиная с 21 августа и по 17 сентября проходит период агитации СМИ.
По итогу, до выборов были допущены восемь партий — ЕР, КПРФ, СРЗП, ЛДПР, НЛ, Яблоко, ЗА и Партия роста. Помимо этого, пытались принять участие в выборах РППС, Родина и Коммунисты России.

## Избирательные округа
Свердловская область разделена на 25 одномандатных округов, при этом схема округов с выборов 2016 года существенно не изменилась.
| Одномандатные избирательные округа Свердловской области | Одномандатные избирательные округа Свердловской области | Одномандатные избирательные округа Свердловской области | Одномандатные избирательные округа Свердловской области | Одномандатные избирательные округа Свердловской области |
| №                                                       | Округ                                                   | Состав | Избирателей                                             | Подписи для регистрации                                 |
| ------------------------------------------------------- | ------------------------------------------------------- | --- | ------------------------------------------------------- | ------------------------------------------------------- |
| 1                                                       | Алапаевский                                             | Муниципальное образование Алапаевское, город Алапаевск, Артёмовский городской округ, Махневское муниципальное образование, Туринский городской округ                                                                     | 138 596                                                 | 4158                                                    |
| 2                                                       | Асбестовский                                            | Асбестовский городской округ, Малышевский городской округ, городской округ Рефтинский, городской округ Сухой Лог, частично Режевской городской округ                                                                     | 133 513                                                 | 4006                                                    |
| 3                                                       | Белоярский                                              | Белоярский городской округ, городской округ Верхнее Дуброво, городской округ Заречный, Каменский городской округ, посёлок Уральский, частично Октябрьский район города Екатеринбург, частично городской округ Богданович | 125 169                                                 | 3756                                                    |
| 4                                                       | Богдановичский                                          | частично городской округ Богданович, Камышловский городской округ, Пышминский городской округ, Талицкий городской округ, Камышловский район                                                                              | 136 615                                                 | 4099                                                    |
| 5                                                       | Верхнепышминский                                        | Березовский городской округ, городской округ Верхняя Пышма, городской округ Среднеуральск | 131 727                                                 | 3952                                                    |
| 6                                                       | Верх-Исетский                                           | частично Верх-Исетский район города Екатеринбург | 135 977                                                 | 4080                                                    |
| 7                                                       | Железнодорожный                                         | Железнодорожный район города Екатеринбург, частично Верх-Исетский район города Екатеринбург | 138 961                                                 | 4169                                                    |
| 8                                                       | Кировский                                               | частично Кировский, частично Орджоникидзевский районы города Екатеринбург | 147 355                                                 | 4421                                                    |
| 9                                                       | Ленинский                                               | Ленинский район города Екатеринбург | 138 238                                                 | 4148                                                    |
| 10                                                      | Октябрьский                                             | частично Кировский, частично Октябрьский районы города Екатеринбург | 137 811                                                 | 4135                                                    |
| 11                                                      | Орджоникидзевский                                       | частично Орджоникидзевский район города Екатеринбург | 146 438                                                 | 4394                                                    |
| 12                                                      | Чкаловский                                              | частично Чкаловский район города Екатеринбург | 130 539                                                 | 3917                                                    |
| 13                                                      | Ирбитский                                               | город Ирбит, Ирбитское муниципальное образование, Тавдинский городской округ, Тугулымский городской округ, Байкаловский муниципальный район, Слободо-Туринский район, Таборинский район                                  | 138 009                                                 | 4141                                                    |
| 14                                                      | Каменск-Уральский                                       | город Каменск-Уральский | 143 903                                                 | 4318                                                    |
| 15                                                      | Кировградский                                           | городской округ Верх-Нейвинский, Кировградский городской округ, Невьянский городской округ, Новоуральский городской округ                                                                                                | 139 628                                                 | 4189                                                    |
| 16                                                      | Краснотурьинский                                        | Волчанский городской округ, Ивдельский городской округ, городской округ Карпинск, городской округ Краснотурьинск, городской округ Пелым, Североуральский городской округ                                                 | 138 591                                                 | 4158                                                    |
| 17                                                      | Красноуральский                                         | городской округ Верхняя Тура, Качканарский городской округ, городской округ Красноуральск, Кушвинский городской округ, город Лесной                                                                                      | 145 605                                                 | 4369                                                    |
| 18                                                      | Красноуфимский                                          | Артинский городской округ, Ачитский городской округ, городской округ Красноуфимск, Красноуфимский округ, Шалинский городской округ, частично Нижнесергинский район                                                       | 129 983                                                 | 3900                                                    |
| 19                                                      | Дзержинский                                             | Верхнесалдинский городской округ, городской округ Нижняя Салда, частично Горноуральский городской округ, частично Дзержинский район города Нижний Тагил                                                                  | 143 612                                                 | 4309                                                    |
| 20                                                      | Ленинский города Нижний Тагил                           | городской округ Верхний Тагил, Ленинский район города города Нижний Тагил, городской округ ЗАТО Свободный, частично Горноуральский городской округ, частично Тагилстроевский район города Нижний Тагил                   | 134 120                                                 | 4024                                                    |
| 21                                                      | Тагилстроевский                                         | частично Горноуральский городской округ, частично Режевской городской округ, частично Тагилстроевский район города Нижний Тагил, частично Дзержинский район города Нижний Тагил                                          | 129 306                                                 | 3880                                                    |
| 22                                                      | Первоуральский                                          | Бисертский городской округ, городской округ Первоуральск, городской округ Староуткинск | 133 488                                                 | 4005                                                    |
| 23                                                      | Ревдинский                                              | городской округ Дегтярск, Полевской городской округ, городской округ Ревда, частично Нижнесергинский район | 144 125                                                 | 4324                                                    |
| 24                                                      | Серовский                                               | городской округ Верхотурский, Гаринский городской округ, Нижнетуринский городской округ, Новолялинский городской округ, Серовский городской округ, Сосьвинский городской округ                                           | 138 560                                                 | 4157                                                    |
| 25                                                      | Сысертский                                              | Арамильский городской округ, Сысертский городской округ, частично Чкаловский район города Екатеринбург | 127 802                                                 | 3835                                                    |

## Избирательная кампания

### Участники

#### Выборы по партийным спискам
| 1 | Новые Люди                                      | Зайченко Иван Павлович • Агаджанян Рант Кароевич                                                    | 25 | 68 | зарегистрирован                                                 |
| 2 | Единая Россия                                   | Куйвашев, Евгений Владимирович • Чернецкий, Аркадий Михайлович • Высокинский, Александр Геннадьевич | 25 | 77 | зарегистрирован                                                 |
| 3 | Справедливая Россия                             | Кузнецов Андрей Анатольевич • Карапетян Армен Эминович • Есина Екатерина Анатольевна                | 25 | 76 | зарегистрирован                                                 |
| 4 | Зелёная альтернатива                            | Уткин Дмитрий Владимирович • Магдич Юлия Владимировна • Шамшурин Артем Сергеевич                    | 25 | 73 | зарегистрирован                                                 |
| 5 | Яблоко                                          | Киселев Константин Викторович                                                                       | 25 | 69 | зарегистрирован                                                 |
| 6 | ЛДПР                                            | Жириновский, Владимир Вольфович • Каптюг Александр Николаевич • Хаютин Леонид Валерьевич            | 25 | 76 | зарегистрирован                                                 |
| 7 | Партия Роста                                    | Ковязин Андрей Владимирович • Кабанов Алексей Владиславович • Устинова Светлана Александровна       | 25 | 71 | зарегистрирован                                                 |
| 8 | Коммунистическая партия Российской Федерации    | Ивачев Александр Николаевич • Аксенов Игорь Владимирович • Исаков Тарас Мамаджанович                | 25 | 76 | зарегистрирован                                                 |
| — | Коммунисты России                               | Сурайкин, Максим Александрович • Зенов Дмитрий Викторович • Никольский Андрей Владимирович          | 25 | 78 | отказ в регистрации (не представлены документы для регистрации) |
| — | Родина                                          | Хвостов Валерий Владимирович • Юсупов Сергей Романович                                              | 25 | 67 | отказ в регистрации (не представлены документы для регистрации) |
| — | Российская партия пенсионеров за справедливость | Полыганов Сергей Владимирович • Таскаев Илья Владимирович • Кириллов Владимир Михайлович            | 25 | 78 | отказ в регистрации (не представлены документы для регистрации) |
| *Региональная группа соответствует одному одномандатному округу и должна включать от 1 до 3 кандидатов. Региональных групп должно быть от 20 до 25. |                                                 | |    |    |                                                                 |
| **Без учёта выбывших кандидатов. Общее число кандидатов должно быть от 61 до 78 человек.                                                            |                                                 | |    |    |                                                                 |

#### Выборы по округам
По 25 одномандатным округам кандидаты могли выдвигаться как от партии, так и путём самовыдвижения. Кандидатам, выдвинутым от «Единой России», «Справедливой России», ЛДПР, КПРФ и «Яблока», собирать подписи не требовалось. Кандидаты от остальных партий и самовыдвиженцы, чтобы зарегистрироваться, должны были собрать от 3756 до 4421 подписей (в зависимости от округа) избирателей соответствующего округа в свою поддержку. Ни один из тех кандидатов, кто собирал подписи, зарегистрирован не был.
| Партия | Партия                                                     | Кандидатов | Кандидатов       | Кандидатов               |
| Партия | Партия                                                     | Выдвинуто  | Зарегистрировано | Выбыло после регистрации |
| ------ | ---------------------------------------------------------- | ---------- | ---------------- | ------------------------ |
|        | Единая Россия                                              | 25         | 25               | —                        |
|        | Коммунистическая партия Российской Федерации               | 25         | 24               | —                        |
|        | Либерально-демократическая партия России                   | 24         | 24               | —                        |
|        | Справедливая Россия                                        | 24         | 24               | 2                        |
|        | Яблоко                                                     | 24         | 22               | 1                        |
|        | Новые люди                                                 | 7          | 0                | —                        |
|        | Российская партия пенсионеров за социальную справедливость | 2          | 0                | —                        |
|        | Самовыдвижение                                             | 5          | 0                | —                        |
| Всего  | Всего                                                      | 136        | 119              | 3                        |

## Скандалы и фальсификации
КПРФ заявила о том, что та зафиксировала попытки закупки голосов, избирательных каруселей, фальсификации надомного голосования и задействование административного ресурса, организовав протесты в Екатеринбурге вместе с другими левыми активистами против фальсификации голосования вместе с Яблоком. Так, в изберком поступило более 40 заявлений о подкупе избирателей.
СМИ фиксировали попытки подкупа избирателей, незаконной агитацией в день голосования, фальсификации надомного голосования, а также поступали сообщения о возможном сговоре четырёх основных партий и раннем распределении мандатов и фальсификаций, с целью недопуска в ЗакСо несистемных оппозиционных партий и кандидатов.

## Результаты выборов
| Законодательное собрание Свердловской области VIII созыва |                                              |                                       |                      |                      |       |       |        |
| Партия                                                    | Партия                                       | Кандидатов (общ. список)              | Голоса (общ. список) | Голоса (общ. список) | Места | Места | Места  |
| Партия                                                    | Партия                                       | Кандидатов (общ. список)              | No.                  | %                    | До    | После | +/–    |
|                                                           | Единая Россия                                | 77                                    | 563 346              | 35,56                | 35    | 33    | ▼-2    |
|                                                           | Коммунистическая партия Российской Федерации | 76                                    | 364 174              | 22,98                | 4     | 9     | ▲5     |
|                                                           | Справедливая Россия — За правду              | 76                                    | 229 678              | 14,50                | 5     | 4     | ▼-1    |
|                                                           | Либерально-демократическая партия России     | 76                                    | 148 084              | 9,35                 | 4     | 2     | ▼-2    |
|                                                           | Новые люди                                   | 68                                    | 145 650              | 9,19                 | -     | 2     | новая  |
| Партии, не прошедшие 5-процентный барьер                  |                                              |                                       |                      |                      |       |       |        |
|                                                           | РОДП «Яблоко»                                | 69                                    | 43 575               | 2,75                 | 0     | 0     | ▬      |
|                                                           | Зелёная альтернатива                         | 73                                    | 19 638               | 1,24                 | 0     | 0     | ▬      |
|                                                           | Партия Роста                                 | 71                                    | 10 872               | 0,69                 | 0     | 0     | ▬      |
|                                                           |                                              |                                       |                      |                      |       |       |        |
| Действительных голосов                                    | Действительных голосов                       | Действительных голосов                | 1 526 332            | 96,25                | -     | -     | -      |
| Недействительных голосов                                  | Недействительных голосов                     | Недействительных голосов              | 59 387               | 3,75                 | -     | -     | -      |
| Всего                                                     | Всего                                        | Всего                                 | 1 585 719            | 100,00               | 50    | 50    | ▬      |
| Зарегистрированных избирателей / Явка                     | Зарегистрированных избирателей / Явка        | Зарегистрированных избирателей / Явка | 3 316 173            | 47,82                | -     | -     | ▲6,57% |

### По одномандатным округам
| Результаты выборов в Законодательное собрание Свердловской области VIII созыва по округам | Результаты выборов в Законодательное собрание Свердловской области VIII созыва по округам | Результаты выборов в Законодательное собрание Свердловской области VIII созыва по округам | Результаты выборов в Законодательное собрание Свердловской области VIII созыва по округам | Результаты выборов в Законодательное собрание Свердловской области VIII созыва по округам | Результаты выборов в Законодательное собрание Свердловской области VIII созыва по округам | Результаты выборов в Законодательное собрание Свердловской области VIII созыва по округам | Результаты выборов в Законодательное собрание Свердловской области VIII созыва по округам | Результаты выборов в Законодательное собрание Свердловской области VIII созыва по округам |
| ОИК                                                                                       | Явка                                                                                      |                                                                                           | Кандидат                                                                                  | Выдвижение                                                                                | Депутат                                                                                   | УГ                                                                                        | Результат                                                                                 | Результат                                                                                 |
| ОИК                                                                                       | Явка                                                                                      | Голоса                                                                                    | Кандидат                                                                                  | Выдвижение                                                                                | Депутат                                                                                   | УГ                                                                                        | %                                                                                         |                                                                                           |
| ----------------------------------------------------------------------------------------- | ----------------------------------------------------------------------------------------- | ----------------------------------------------------------------------------------------- | ----------------------------------------------------------------------------------------- | ----------------------------------------------------------------------------------------- | ----------------------------------------------------------------------------------------- | ----------------------------------------------------------------------------------------- | ----------------------------------------------------------------------------------------- | ----------------------------------------------------------------------------------------- |
| 1                                                                                         |                                                                                           |                                                                                           | Старков Евгений Вадимович                                                                 | Единая Россия                                                                             |                                                                                           |                                                                                           | 24 674                                                                                    | 40,14                                                                                     |
| 1                                                                                         |                                                                                           | Котлова Екатерина Ивановна                                                                | КПРФ                                                                                      |                                                                                           | Да                                                                                        | 15 166                                                                                    | 24,67                                                                                     |                                                                                           |
| 1                                                                                         |                                                                                           | Болтенков Александр Николаевич                                                            | ЛДПР                                                                                      |                                                                                           |                                                                                           | 8555                                                                                      | 13,92                                                                                     |                                                                                           |
| 1                                                                                         |                                                                                           | Святюк Василий Васильевич                                                                 | Справедливая Россия                                                                       |                                                                                           |                                                                                           | 7835                                                                                      | 12,75                                                                                     |                                                                                           |
|                                                                                           |                                                                                           |                                                                                           |                                                                                           |                                                                                           |                                                                                           |                                                                                           |                                                                                           |                                                                                           |
| 2                                                                                         |                                                                                           |                                                                                           | Зубарев Михаил Валерьевич                                                                 | Единая Россия                                                                             | Да                                                                                        |                                                                                           | 22 486                                                                                    | 37,99                                                                                     |
| 2                                                                                         |                                                                                           | Самарин Андрей Михайлович                                                                 | КПРФ                                                                                      |                                                                                           | Да                                                                                        | 20 894                                                                                    | 35,3                                                                                      |                                                                                           |
| 2                                                                                         |                                                                                           | Давлетшин Павел Ильфатович                                                                | ЛДПР                                                                                      |                                                                                           |                                                                                           | 5958                                                                                      | 10,07                                                                                     |                                                                                           |
| 2                                                                                         |                                                                                           | Севастьянов Геннадий Валентинович                                                         | Яблоко                                                                                    |                                                                                           |                                                                                           | 5626                                                                                      | 9,51                                                                                      |                                                                                           |
|                                                                                           |                                                                                           |                                                                                           |                                                                                           |                                                                                           |                                                                                           |                                                                                           |                                                                                           |                                                                                           |
| 3                                                                                         |                                                                                           |                                                                                           | Вегнер Вячеслав Михайлович                                                                | Единая Россия                                                                             | Да                                                                                        |                                                                                           | 18 739                                                                                    | 29,3                                                                                      |
| 3                                                                                         |                                                                                           | Вагнер Эвальд Павлович                                                                    | КПРФ                                                                                      |                                                                                           | Да                                                                                        | 15 048                                                                                    | 23,53                                                                                     |                                                                                           |
| 3                                                                                         |                                                                                           | Попов Евгений Семенович                                                                   | Справедливая Россия                                                                       |                                                                                           |                                                                                           | 14 256                                                                                    | 22,29                                                                                     |                                                                                           |
| 3                                                                                         |                                                                                           | Москалев Евгений Викторович                                                               | ЛДПР                                                                                      |                                                                                           |                                                                                           | 6500                                                                                      | 10,16                                                                                     |                                                                                           |
| 3                                                                                         |                                                                                           | Ерыкалов Дмитрий Сергеевич                                                                | Яблоко                                                                                    |                                                                                           |                                                                                           | 3642                                                                                      | 5,69                                                                                      |                                                                                           |
|                                                                                           |                                                                                           |                                                                                           |                                                                                           |                                                                                           |                                                                                           |                                                                                           |                                                                                           |                                                                                           |
| 4                                                                                         |                                                                                           |                                                                                           | Бабушкина Людмила Валентиновна                                                            | Единая Россия                                                                             | Да                                                                                        |                                                                                           | 31 766                                                                                    | 47,36                                                                                     |
| 4                                                                                         |                                                                                           | Ремезов Дмитрий Николаевич                                                                | КПРФ                                                                                      |                                                                                           | Да                                                                                        | 15 131                                                                                    | 22,56                                                                                     |                                                                                           |
| 4                                                                                         |                                                                                           | Асанова Анна Владимировна                                                                 | Справедливая Россия                                                                       |                                                                                           |                                                                                           | 11 778                                                                                    | 17,56                                                                                     |                                                                                           |
| 4                                                                                         |                                                                                           | Розенгарт Дмитрий Алексеевич                                                              | ЛДПР                                                                                      |                                                                                           |                                                                                           | 3605                                                                                      | 5,37                                                                                      |                                                                                           |
| 4                                                                                         |                                                                                           | Маевская Александра Борисовна                                                             | Яблоко                                                                                    |                                                                                           |                                                                                           | 1791                                                                                      | 2,67                                                                                      |                                                                                           |
|                                                                                           |                                                                                           |                                                                                           |                                                                                           |                                                                                           |                                                                                           |                                                                                           |                                                                                           |                                                                                           |
| 5                                                                                         |                                                                                           |                                                                                           | Брозовский Вячеслав Пиусович                                                              | Единая Россия                                                                             | Да                                                                                        |                                                                                           | 28 254                                                                                    | 43,88                                                                                     |
| 5                                                                                         |                                                                                           | Ковалева Наталия Николаевна                                                               | Справедливая Россия                                                                       |                                                                                           |                                                                                           | 12 220                                                                                    | 18,98                                                                                     |                                                                                           |
| 5                                                                                         |                                                                                           | Закирова Татьяна Михайловна                                                               | КПРФ                                                                                      |                                                                                           |                                                                                           | 11 842                                                                                    | 18,39                                                                                     |                                                                                           |
| 5                                                                                         |                                                                                           | Вихарев Григорий Андреевич                                                                | ЛДПР                                                                                      |                                                                                           |                                                                                           | 4472                                                                                      | 6,95                                                                                      |                                                                                           |
| 5                                                                                         |                                                                                           | Мочалов Константин Вячеславович                                                           | Яблоко                                                                                    |                                                                                           | Да                                                                                        | 4133                                                                                      | 6,42                                                                                      |                                                                                           |
|                                                                                           |                                                                                           |                                                                                           |                                                                                           |                                                                                           |                                                                                           |                                                                                           |                                                                                           |                                                                                           |
| 6                                                                                         |                                                                                           |                                                                                           | Мелехин Сергей Владимирович                                                               | Единая Россия                                                                             |                                                                                           |                                                                                           | 21 012                                                                                    | 35,04                                                                                     |
| 6                                                                                         |                                                                                           | Постников Владислав Владимирович                                                          | Яблоко                                                                                    |                                                                                           | Да                                                                                        | 12 353                                                                                    | 20,6                                                                                      |                                                                                           |
| 6                                                                                         |                                                                                           | Прожерина Ольга Игоревна                                                                  | КПРФ                                                                                      |                                                                                           |                                                                                           | 10 609                                                                                    | 17,69                                                                                     |                                                                                           |
| 6                                                                                         |                                                                                           | Сухов Виталий Евгеньевич                                                                  | Справедливая Россия                                                                       |                                                                                           |                                                                                           | 8891                                                                                      | 14,83                                                                                     |                                                                                           |
| 6                                                                                         |                                                                                           | Шалимова Евгения Николаевна                                                               | ЛДПР                                                                                      |                                                                                           |                                                                                           | 4210                                                                                      | 7,02                                                                                      |                                                                                           |
|                                                                                           |                                                                                           |                                                                                           |                                                                                           |                                                                                           |                                                                                           |                                                                                           |                                                                                           |                                                                                           |
| 7                                                                                         |                                                                                           |                                                                                           | Лаппо Валентин Анатольевич                                                                | Единая Россия                                                                             | Да                                                                                        |                                                                                           | 19 131                                                                                    | 34,66                                                                                     |
| 7                                                                                         |                                                                                           | Шаламовских Егор Николаевич                                                               | Справедливая Россия                                                                       | Да                                                                                        | Да                                                                                        | 12 479                                                                                    | 22,61                                                                                     |                                                                                           |
| 7                                                                                         |                                                                                           | Поздеева Анжела Ивановна                                                                  | КПРФ                                                                                      |                                                                                           |                                                                                           | 12 061                                                                                    | 21,85                                                                                     |                                                                                           |
| 7                                                                                         |                                                                                           | Анкуда Татьяна Александровна                                                              | Яблоко                                                                                    |                                                                                           |                                                                                           | 4442                                                                                      | 8,05                                                                                      |                                                                                           |
| 7                                                                                         |                                                                                           | Шангареев Геннадий Борисович                                                              | ЛДПР                                                                                      |                                                                                           |                                                                                           | 3320                                                                                      | 6,01                                                                                      |                                                                                           |
|                                                                                           |                                                                                           |                                                                                           |                                                                                           |                                                                                           |                                                                                           |                                                                                           |                                                                                           |                                                                                           |
| 8                                                                                         |                                                                                           |                                                                                           | Клименко Михаил Николаевич                                                                | Единая Россия                                                                             | Да                                                                                        |                                                                                           | 22 133                                                                                    | 36,75                                                                                     |
| 8                                                                                         |                                                                                           | Назаров Олег Викторович                                                                   | Справедливая Россия                                                                       |                                                                                           | Да                                                                                        | 17 360                                                                                    | 28,83                                                                                     |                                                                                           |
| 8                                                                                         |                                                                                           | Плечко Олеся Александровна                                                                | КПРФ                                                                                      |                                                                                           |                                                                                           | 13 569                                                                                    | 22,53                                                                                     |                                                                                           |
| 8                                                                                         |                                                                                           | Раинбаков Ильдар Салимчанович                                                             | ЛДПР                                                                                      |                                                                                           |                                                                                           | 3808                                                                                      | 6,32                                                                                      |                                                                                           |
|                                                                                           |                                                                                           |                                                                                           |                                                                                           |                                                                                           |                                                                                           |                                                                                           |                                                                                           |                                                                                           |
| 9                                                                                         |                                                                                           |                                                                                           | Маслаков Виктор Викторович                                                                | Единая Россия                                                                             | Да                                                                                        |                                                                                           | 24 223                                                                                    | 36,97                                                                                     |
| 9                                                                                         |                                                                                           | Павлюченкова Анастасия Юрьевна                                                            | Справедливая Россия                                                                       |                                                                                           | Да                                                                                        | 17 993                                                                                    | 27,46                                                                                     |                                                                                           |
| 9                                                                                         |                                                                                           | Ряписов Виталий Владимирович                                                              | КПРФ                                                                                      |                                                                                           |                                                                                           | 11 336                                                                                    | 17,3                                                                                      |                                                                                           |
| 9                                                                                         |                                                                                           | Петлин Кирилл Максимович                                                                  | Яблоко                                                                                    |                                                                                           |                                                                                           | 4503                                                                                      | 6,87                                                                                      |                                                                                           |
| 9                                                                                         |                                                                                           | Стехин Владимир Сергеевич                                                                 | ЛДПР                                                                                      |                                                                                           |                                                                                           | 3936                                                                                      | 6,01                                                                                      |                                                                                           |
|                                                                                           |                                                                                           |                                                                                           |                                                                                           |                                                                                           |                                                                                           |                                                                                           |                                                                                           |                                                                                           |
| 10                                                                                        |                                                                                           |                                                                                           | Зяблицев Евгений Геннадьевич                                                              | Единая Россия                                                                             | Да                                                                                        |                                                                                           | 25 302                                                                                    | 45,48                                                                                     |
| 10                                                                                        |                                                                                           | Панов Григорий Валентинович                                                               | Справедливая Россия                                                                       |                                                                                           | Да                                                                                        | 12 639                                                                                    | 22,72                                                                                     |                                                                                           |
| 10                                                                                        |                                                                                           | Хисматуллин Артур Ринатович                                                               | КПРФ                                                                                      |                                                                                           |                                                                                           | 8023                                                                                      | 14,42                                                                                     |                                                                                           |
| 10                                                                                        |                                                                                           | Лоскутов Сергей Сергеевич                                                                 | Яблоко                                                                                    |                                                                                           |                                                                                           | 4382                                                                                      | 7,88                                                                                      |                                                                                           |
| 10                                                                                        |                                                                                           | Бакланов Максим Валерьевич                                                                | ЛДПР                                                                                      |                                                                                           |                                                                                           | 2731                                                                                      | 4,91                                                                                      |                                                                                           |
|                                                                                           |                                                                                           |                                                                                           |                                                                                           |                                                                                           |                                                                                           |                                                                                           |                                                                                           |                                                                                           |
| 11                                                                                        |                                                                                           |                                                                                           | Смирнов Владимир Викторович                                                               | Единая Россия                                                                             | Да                                                                                        |                                                                                           | 20 523                                                                                    | 35,51                                                                                     |
| 11                                                                                        |                                                                                           | Пиняжин Андрей Александрович                                                              | КПРФ                                                                                      |                                                                                           | Да                                                                                        | 14 808                                                                                    | 25,62                                                                                     |                                                                                           |
| 11                                                                                        |                                                                                           | Ворошилов Дмитрий Викторович                                                              | Справедливая Россия                                                                       |                                                                                           |                                                                                           | 11 592                                                                                    | 20,05                                                                                     |                                                                                           |
| 11                                                                                        |                                                                                           | Прокофьев Сергей Сергеевич                                                                | ЛДПР                                                                                      |                                                                                           |                                                                                           | 4064                                                                                      | 7,03                                                                                      |                                                                                           |
| 11                                                                                        |                                                                                           | Хуснутдинов Альберт Марсович                                                              | Яблоко                                                                                    |                                                                                           |                                                                                           | 3704                                                                                      | 6,41                                                                                      |                                                                                           |
|                                                                                           |                                                                                           |                                                                                           |                                                                                           |                                                                                           |                                                                                           |                                                                                           |                                                                                           |                                                                                           |
| 12                                                                                        |                                                                                           |                                                                                           | Ивачев Александр Николаевич                                                               | КПРФ                                                                                      | Да                                                                                        | Да                                                                                        | 18 730                                                                                    | 33,62                                                                                     |
| 12                                                                                        |                                                                                           | Савельев Валерий Борисович                                                                | Единая Россия                                                                             | Да                                                                                        |                                                                                           | 18 028                                                                                    | 33,36                                                                                     |                                                                                           |
| 12                                                                                        |                                                                                           | Котенков Александр Владимирович                                                           | Справедливая Россия                                                                       |                                                                                           |                                                                                           | 8778                                                                                      | 15,76                                                                                     |                                                                                           |
| 12                                                                                        |                                                                                           | Рыков Сергей Геннадьевич                                                                  | ЛДПР                                                                                      |                                                                                           |                                                                                           | 3911                                                                                      | 7,02                                                                                      |                                                                                           |
| 12                                                                                        |                                                                                           | Тыщенко Илья Владимирович                                                                 | Яблоко                                                                                    |                                                                                           |                                                                                           | 3429                                                                                      | 6,16                                                                                      |                                                                                           |
|                                                                                           |                                                                                           |                                                                                           |                                                                                           |                                                                                           |                                                                                           |                                                                                           |                                                                                           |                                                                                           |
| 13                                                                                        |                                                                                           |                                                                                           | Шептий Виктор Анатольевич                                                                 | Единая Россия                                                                             | Да                                                                                        |                                                                                           | 27 979                                                                                    | 43,94                                                                                     |
| 13                                                                                        |                                                                                           | Смердов Михаил Иванович                                                                   | Справедливая Россия                                                                       |                                                                                           |                                                                                           | 16 218                                                                                    | 25,47                                                                                     |                                                                                           |
| 13                                                                                        |                                                                                           | Торощин Игорь Андреевич                                                                   | ЛДПР                                                                                      |                                                                                           | Да                                                                                        | 12 381                                                                                    | 19,44                                                                                     |                                                                                           |
| 13                                                                                        |                                                                                           | Горшкалева Татьяна Рудольфовна                                                            | Яблоко                                                                                    |                                                                                           |                                                                                           | 3678                                                                                      | 5,78                                                                                      |                                                                                           |
|                                                                                           |                                                                                           |                                                                                           |                                                                                           |                                                                                           |                                                                                           |                                                                                           |                                                                                           |                                                                                           |
| 14                                                                                        |                                                                                           |                                                                                           | Якимов Виктор Васильевич                                                                  | Единая Россия                                                                             | Да                                                                                        |                                                                                           | 26 968                                                                                    | 37,93                                                                                     |
| 14                                                                                        |                                                                                           | Идиатулин Борис Рифович                                                                   | КПРФ                                                                                      |                                                                                           | Да                                                                                        | 17 806                                                                                    | 25,05                                                                                     |                                                                                           |
| 14                                                                                        |                                                                                           | Кочнев Денис Александрович                                                                | Справедливая Россия                                                                       |                                                                                           |                                                                                           | 12 256                                                                                    | 17,24                                                                                     |                                                                                           |
| 14                                                                                        |                                                                                           | Юдина Марина Владимировна                                                                 | ЛДПР                                                                                      |                                                                                           |                                                                                           | 5826                                                                                      | 8,19                                                                                      |                                                                                           |
| 14                                                                                        |                                                                                           | Гаврилов Николай Федорович                                                                | Яблоко                                                                                    |                                                                                           |                                                                                           | 3538                                                                                      | 4,98                                                                                      |                                                                                           |
|                                                                                           |                                                                                           |                                                                                           |                                                                                           |                                                                                           |                                                                                           |                                                                                           |                                                                                           |                                                                                           |
| 15                                                                                        |                                                                                           |                                                                                           | Букреев Евгений Михайлович                                                                | КПРФ                                                                                      |                                                                                           | Да                                                                                        | 27 082                                                                                    | 42,72                                                                                     |
| 15                                                                                        |                                                                                           | Волков Александр Николаевич                                                               | Единая Россия                                                                             |                                                                                           |                                                                                           | 24 549                                                                                    | 38,72                                                                                     |                                                                                           |
| 15                                                                                        |                                                                                           | Панасенко Александр Владимирович                                                          | ЛДПР                                                                                      |                                                                                           |                                                                                           | 7845                                                                                      | 12,37                                                                                     |                                                                                           |
|                                                                                           |                                                                                           |                                                                                           |                                                                                           |                                                                                           |                                                                                           |                                                                                           |                                                                                           |                                                                                           |
| 16                                                                                        |                                                                                           |                                                                                           | Соколюк Петр Михайлович                                                                   | Единая Россия                                                                             | Да                                                                                        |                                                                                           | 23 104                                                                                    | 35,89                                                                                     |
| 16                                                                                        |                                                                                           | Заморин Николай Геннадьевич                                                               | КПРФ                                                                                      |                                                                                           | Да                                                                                        | 15 666                                                                                    | 24,34                                                                                     |                                                                                           |
| 16                                                                                        |                                                                                           | Бычков Андрей Владимирович                                                                | Справедливая Россия                                                                       |                                                                                           |                                                                                           | 12 474                                                                                    | 19,38                                                                                     |                                                                                           |
| 16                                                                                        |                                                                                           | Гусев Антон Александрович                                                                 | ЛДПР                                                                                      |                                                                                           |                                                                                           | 5516                                                                                      | 8,57                                                                                      |                                                                                           |
| 16                                                                                        |                                                                                           | Смышляева Алена Михайловна                                                                | Яблоко                                                                                    |                                                                                           |                                                                                           | 3414                                                                                      | 5,3                                                                                       |                                                                                           |
|                                                                                           |                                                                                           |                                                                                           |                                                                                           |                                                                                           |                                                                                           |                                                                                           |                                                                                           |                                                                                           |
| 17                                                                                        |                                                                                           |                                                                                           | Никонов Сергей Владимирович                                                               | Единая Россия                                                                             | Да                                                                                        |                                                                                           | 26 455                                                                                    | 36,92                                                                                     |
| 17                                                                                        |                                                                                           | Даутов Габбас Фанзовиевич                                                                 | КПРФ                                                                                      |                                                                                           | Да                                                                                        | 22 356                                                                                    | 31,2                                                                                      |                                                                                           |
| 17                                                                                        |                                                                                           | Жевлаков Борис Николаевич                                                                 | Справедливая Россия                                                                       |                                                                                           |                                                                                           | 9429                                                                                      | 13,16                                                                                     |                                                                                           |
| 17                                                                                        |                                                                                           | Чижикова Галина Антоновна                                                                 | ЛДПР                                                                                      |                                                                                           |                                                                                           | 5777                                                                                      | 8,06                                                                                      |                                                                                           |
| 17                                                                                        |                                                                                           | Токарева Елена Сергеевна                                                                  | Яблоко                                                                                    |                                                                                           |                                                                                           | 2 959                                                                                     | 4,13                                                                                      |                                                                                           |
|                                                                                           |                                                                                           |                                                                                           |                                                                                           |                                                                                           |                                                                                           |                                                                                           |                                                                                           |                                                                                           |
| 18                                                                                        |                                                                                           |                                                                                           | Абзалов Альберт Феликсович                                                                | Единая Россия                                                                             | Да                                                                                        |                                                                                           | 28 774                                                                                    | 45,61                                                                                     |
| 18                                                                                        |                                                                                           | Баженов Андрей Владимирович                                                               | КПРФ                                                                                      |                                                                                           | Да                                                                                        | 17 308                                                                                    | 27,44                                                                                     |                                                                                           |
| 18                                                                                        |                                                                                           | Мелешкина Ольга Николаевна                                                                | Справедливая Россия                                                                       |                                                                                           |                                                                                           | 8069                                                                                      | 12,79                                                                                     |                                                                                           |
| 18                                                                                        |                                                                                           | Луканина Валентина Петровна                                                               | ЛДПР                                                                                      |                                                                                           |                                                                                           | 4923                                                                                      | 7,8                                                                                       |                                                                                           |
| 18                                                                                        |                                                                                           | Куделькин Александр Владимирович                                                          | Яблоко                                                                                    |                                                                                           |                                                                                           | 1346                                                                                      | 2,13                                                                                      |                                                                                           |
|                                                                                           |                                                                                           |                                                                                           |                                                                                           |                                                                                           |                                                                                           |                                                                                           |                                                                                           |                                                                                           |
| 19                                                                                        |                                                                                           |                                                                                           | Рощупкин Владимир Николаевич                                                              | Единая Россия                                                                             | Да                                                                                        |                                                                                           | 26 173                                                                                    | 38,15                                                                                     |
| 19                                                                                        |                                                                                           | Марченков Анатолий Иванович                                                               | КПРФ                                                                                      |                                                                                           |                                                                                           | 18 786                                                                                    | 27,38                                                                                     |                                                                                           |
| 19                                                                                        |                                                                                           | Михайлиди Евгения Жоржевна                                                                | Справедливая Россия                                                                       |                                                                                           | Да                                                                                        | 15 870                                                                                    | 23,13                                                                                     |                                                                                           |
| 19                                                                                        |                                                                                           | Хорошилов Павел Евгеньевич                                                                | Яблоко                                                                                    |                                                                                           |                                                                                           | 3183                                                                                      | 4,64                                                                                      |                                                                                           |
|                                                                                           |                                                                                           |                                                                                           |                                                                                           |                                                                                           |                                                                                           |                                                                                           |                                                                                           |                                                                                           |
| 20                                                                                        |                                                                                           |                                                                                           | Погудин Вячеслав Викторович                                                               | Единая Россия                                                                             | Да                                                                                        |                                                                                           | 25 460                                                                                    | 43,24                                                                                     |
| 20                                                                                        |                                                                                           | Бояркин Михаил Валентинович                                                               | КПРФ                                                                                      |                                                                                           |                                                                                           | 12 649                                                                                    | 21,48                                                                                     |                                                                                           |
| 20                                                                                        |                                                                                           | Журавлева Надежда Вячеславовна                                                            | Справедливая Россия                                                                       |                                                                                           | Да                                                                                        | 11 064                                                                                    | 18,79                                                                                     |                                                                                           |
| 20                                                                                        |                                                                                           | Морозов Евгений Викторович                                                                | ЛДПР                                                                                      |                                                                                           |                                                                                           | 4690                                                                                      | 7,97                                                                                      |                                                                                           |
| 20                                                                                        |                                                                                           | Иванова Ирина Владимировна                                                                | Яблоко                                                                                    |                                                                                           |                                                                                           | 1889                                                                                      | 3,21                                                                                      |                                                                                           |
|                                                                                           |                                                                                           |                                                                                           |                                                                                           |                                                                                           |                                                                                           |                                                                                           |                                                                                           |                                                                                           |
| 21                                                                                        |                                                                                           |                                                                                           | Радаев Владимир Григорьевич                                                               | Единая Россия                                                                             | Да                                                                                        |                                                                                           | 21 950                                                                                    | 37,96                                                                                     |
| 21                                                                                        |                                                                                           | Желиба Владимир Григорьевич                                                               | КПРФ                                                                                      |                                                                                           | Да                                                                                        | 15 045                                                                                    | 26,02                                                                                     |                                                                                           |
| 21                                                                                        |                                                                                           | Пахомов Павел Сергеевич                                                                   | Справедливая Россия                                                                       |                                                                                           |                                                                                           | 11 371                                                                                    | 19,66                                                                                     |                                                                                           |
| 21                                                                                        |                                                                                           | Бурлай Сергей Анатольевич                                                                 | ЛДПР                                                                                      |                                                                                           |                                                                                           | 5705                                                                                      | 9,87                                                                                      |                                                                                           |
|                                                                                           |                                                                                           |                                                                                           |                                                                                           |                                                                                           |                                                                                           |                                                                                           |                                                                                           |                                                                                           |
| 22                                                                                        |                                                                                           |                                                                                           | Дронов Алексей Иванович                                                                   | Единая Россия                                                                             | Да                                                                                        |                                                                                           | 26 194                                                                                    | 44,37                                                                                     |
| 22                                                                                        |                                                                                           | Латаев Сергей Васильевич                                                                  | КПРФ                                                                                      |                                                                                           | Да                                                                                        | 18 087                                                                                    | 30,64                                                                                     |                                                                                           |
| 22                                                                                        |                                                                                           | Степнов Вадим Владимирович                                                                | ЛДПР                                                                                      |                                                                                           |                                                                                           | 6616                                                                                      | 11,21                                                                                     |                                                                                           |
| 22                                                                                        |                                                                                           | Сергиенко Георгий Владимирович                                                            | Яблоко                                                                                    |                                                                                           |                                                                                           | 3053                                                                                      | 5,17                                                                                      |                                                                                           |
|                                                                                           |                                                                                           |                                                                                           |                                                                                           |                                                                                           |                                                                                           |                                                                                           |                                                                                           |                                                                                           |
| 23                                                                                        |                                                                                           |                                                                                           | Серебренников Александр Васильевич                                                        | Единая Россия                                                                             | Да                                                                                        |                                                                                           | 26 707                                                                                    | 40,81                                                                                     |
| 23                                                                                        |                                                                                           | Бикбулатов Венер Батырьянович                                                             | КПРФ                                                                                      |                                                                                           | Да                                                                                        | 16 109                                                                                    | 24,62                                                                                     |                                                                                           |
| 23                                                                                        |                                                                                           | Самитова Галина Владимировна                                                              | Справедливая Россия                                                                       |                                                                                           |                                                                                           | 10 948                                                                                    | 16,73                                                                                     |                                                                                           |
| 23                                                                                        |                                                                                           | Ельцин Михаил Евгеньевич                                                                  | ЛДПР                                                                                      |                                                                                           |                                                                                           | 5606                                                                                      | 8,57                                                                                      |                                                                                           |
| 23                                                                                        |                                                                                           | Туркин Дмитрий Сергеевич                                                                  | Яблоко                                                                                    |                                                                                           |                                                                                           | 2274                                                                                      | 3,47                                                                                      |                                                                                           |
|                                                                                           |                                                                                           |                                                                                           |                                                                                           |                                                                                           |                                                                                           |                                                                                           |                                                                                           |                                                                                           |
| 24                                                                                        |                                                                                           |                                                                                           | Жуков Дмитрий Геннадьевич                                                                 | Единая Россия                                                                             | Да                                                                                        |                                                                                           | 25 653                                                                                    | 42,05                                                                                     |
| 24                                                                                        |                                                                                           | Чудов Игорь Владимирович                                                                  | КПРФ                                                                                      |                                                                                           | Да                                                                                        | 13 390                                                                                    | 21,95                                                                                     |                                                                                           |
| 24                                                                                        |                                                                                           | Коровкин Алексей Сергеевич                                                                | Справедливая Россия                                                                       |                                                                                           |                                                                                           | 10 750                                                                                    | 17,62                                                                                     |                                                                                           |
| 24                                                                                        |                                                                                           | Мякишев Павел Викторович                                                                  | ЛДПР                                                                                      | Да                                                                                        |                                                                                           | 5974                                                                                      | 9,79                                                                                      |                                                                                           |
| 24                                                                                        |                                                                                           | Калинин Дмитрий Григорьевич                                                               | Яблоко                                                                                    |                                                                                           |                                                                                           | 1599                                                                                      | 2,62                                                                                      |                                                                                           |
|                                                                                           |                                                                                           |                                                                                           |                                                                                           |                                                                                           |                                                                                           |                                                                                           |                                                                                           |                                                                                           |
| 25                                                                                        |                                                                                           |                                                                                           | Карякин Сергей Васильевич                                                                 | Единая Россия                                                                             |                                                                                           |                                                                                           | 18 054                                                                                    | 31,65                                                                                     |
| 25                                                                                        |                                                                                           | Блинов Валерий Витальевич                                                                 | КПРФ                                                                                      |                                                                                           |                                                                                           | 14 873                                                                                    | 26,08                                                                                     |                                                                                           |
| 25                                                                                        |                                                                                           | Чирышев Максим Викторович                                                                 | Справедливая Россия                                                                       |                                                                                           | Да                                                                                        | 12 621                                                                                    | 22,13                                                                                     |                                                                                           |
| 25                                                                                        |                                                                                           | Ежов Алексей Валерьевич                                                                   | ЛДПР                                                                                      |                                                                                           |                                                                                           | 4410                                                                                      | 7,73                                                                                      |                                                                                           |
| 25                                                                                        |                                                                                           | Буракова Дарья Александровна                                                              | Яблоко                                                                                    |                                                                                           |                                                                                           | 3305                                                                                      | 5,79                                                                                      |                                                                                           |